# Lancia Augusta
Lancia Augusta war ein Automobil des Herstellers Lancia. Es war ein Zwischenmodell zwischen dem gleich motorisierten Mittelklassewagen Lancia Artena und dem Oberklassemodell Lancia Astura und sollte dem einfacheren Fiat 508 Konkurrenz machen.
Gefertigt wurde die Augusta in Stammwerk, aber auch in einem neuen Werk in Bonneuil-sur-Marne das seit 1931 gebaut worden war. In Frankreich wurde das Modell als Lancia Belna verkauft. Insgesamt wurden 17.217 Fahrzeuge gefertigt, davon 3000 Fahrzeuge in Frankreich, davon 2500 als Limousinen und 500 zum Aufbau an externe Karosseriebauer, von denen die meisten an Pourtout gingen.
Die Limousinenversion war das erste Fahrzeug  mit selbsttragender Struktur und gegenläufig öffnenden Türen.

## Aufbauten von Pourtout

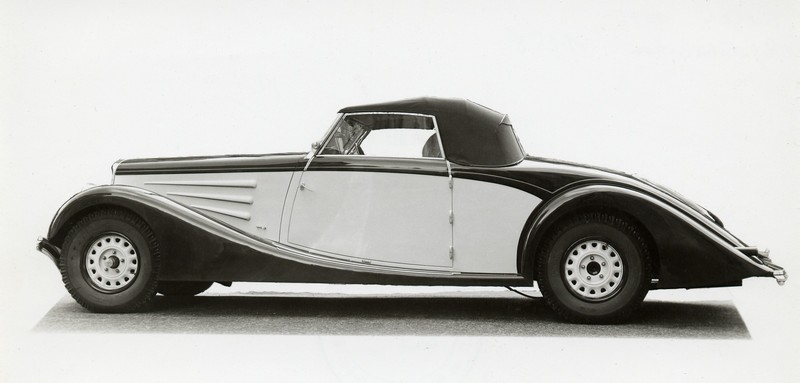
Lancia Belna Cabriolet
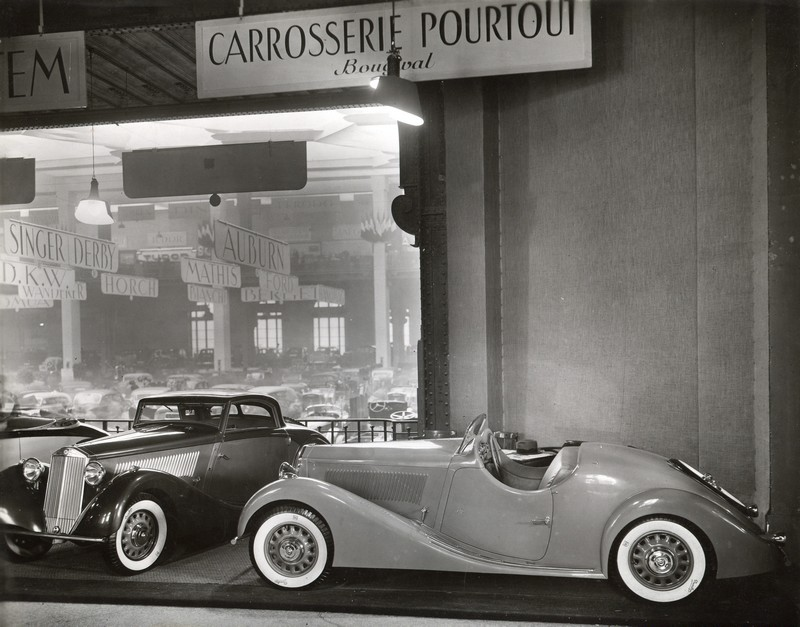
Lancia Belna Eclipse und Lancia Belna Roadstar